# 都市地域計画国際協会
都市地域計画国際協会(International Society of City and Regional Planners, 略称ISOCARP)とは、1965年に国際的に知名度が高い空間設計者・立案者が設立したNGOの一つ。 初代社長は共同設立者のSam van Embden（1965-1975）。
現在、リチャード・スティーブンス（米国）と、オランダのハーグに本社を置く世界各地の執行委員会メンバー11名とともに、現在は約80ヶ国700人以上及び以上の人員によって運営されている。都市地域計画国際協会は国連と欧州評議会によって正式に認められた協会であり、国際連合教育科学文化機関とは協議中となっている。

## 概要
都市地域計画国際協会は、経験、訓練、教育、研究のやりとりを通じ実践者の国際的かつ積極的なネットワークを構築し、都市の改善と計画練習を行うことを目的としている。即ち、様々な側面から計画職業の育成を行い、世界レベルでの都市計画問題に対する一般市民の意識と理解を高める事を理念としている。 年次会議や出版物、都市計画専門家の研修、ワークショップなど、定期的な活動において様々な賞や評価を得ている。
2016年には著名な設計者の計画支援などを通じて主要な開発動向の認識を高め、最善慣行を促進する目的として「Institute of Urban Excellence」という研究所を立ち上げた。これはより良い都市のための知識と普及を促進する「アーバン・シンク・タンク」としての役割を果たしている。
同協会のメンバーは様々な空間的状況に介入するためのプロジェクトを提案し、支援者の意思決定に助言を行う。